# Гларус (кантон)
Гла́рус (нем. Glarus, фр. Glaris, итал. Glarona, романш. Glaruna) — немецкоязычный кантон на востоке Швейцарии. Административный центр — город Гларус. Население — 39 369 человек (23-е место среди кантонов; данные 2012 г.).

## География
Площадь — 685 км² (17-е место среди кантонов).

## История
История этого кантона неразрывно связана с религией. Жители долины Линт были обращены в христианство в VI веке ирландским монахом святым Фридолином Рейнским, который изображён на современном гербе кантона. Он основал аббатство Зекинген около Базеля. С IX века область вокруг кантона Гларус принадлежала аббатству. К 1288 году Габсбурги постепенно начинают требовать права на всё аббатство. Кантон стал частью швейцарской конфедерации в 1352 году. 9 апреля 1388 года, в ходе войны Швейцарии с Австрией за независимость, у города Нефельс произошло знаменательное сражение, во время которого ополчение Гларуса нанесло тяжёлое поражение австрийскому рыцарскому войску.
В 1799 году, во время Швейцарского похода А. В. Суворова, у Гларуса произошёл бой между авангардом русской армии и французскими отрядами, окончившееся победой русских.

## Административное деление
В кантоне Гларус нет округов.

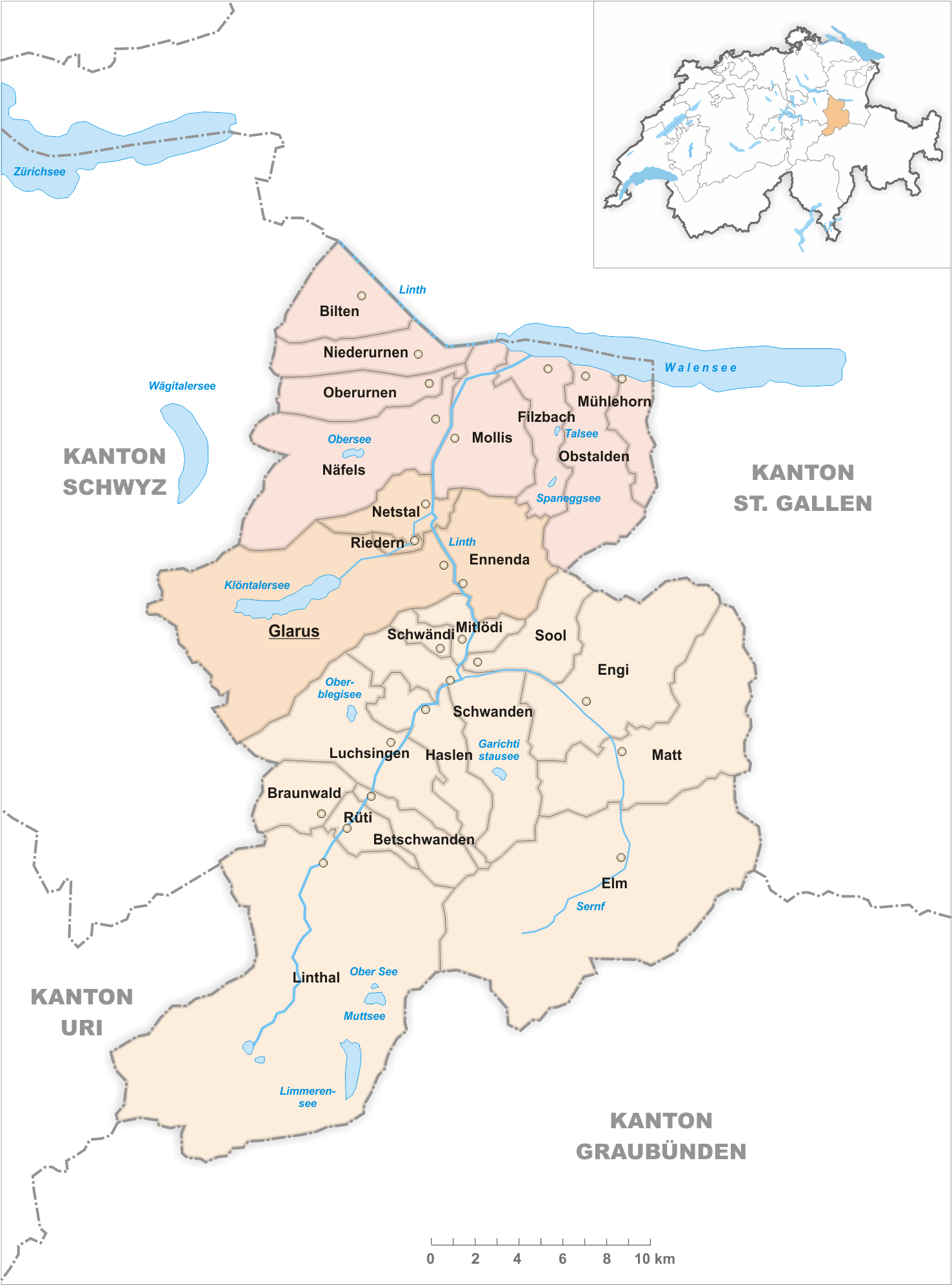
Объединение коммун в 2011 году

1 января 2011 года существовавшие на тот момент 25 коммун были объединены в 3 коммуны:
| Коммуна     | Бывшие коммуны (до 2010 года) |
| ----------- | --- |
| Гларус      | Гларус Нетшталь Ридерн Энненда |
| Гларус-Норд | Бильтен Моллис Мюлехорн Нефельс Нидерурнен Оберурнен Обстальден Фильцбах                                                                                   |
| Гларус-Зюд  | Бечванден Браунвальд Золь Линталь Луксинген (включая Дисбах и Хетцинген) Матт Митлёди Рюти Шванден Швенди Хаслен (включая Лойггельбах и Нидфурн) Эльм Энги |

## Политическое устройство
Кантон (наряду с полукантоном Аппенцелль-Иннерроден) необычен тем, что в нём действует прямая демократия. Высшим органом власти кантона является ежегодное народное собрание в первое воскресенье мая на площади Цаунплатц города Гларус, на котором принимаются важнейшие решения местного уровня.

## Достопримечательности

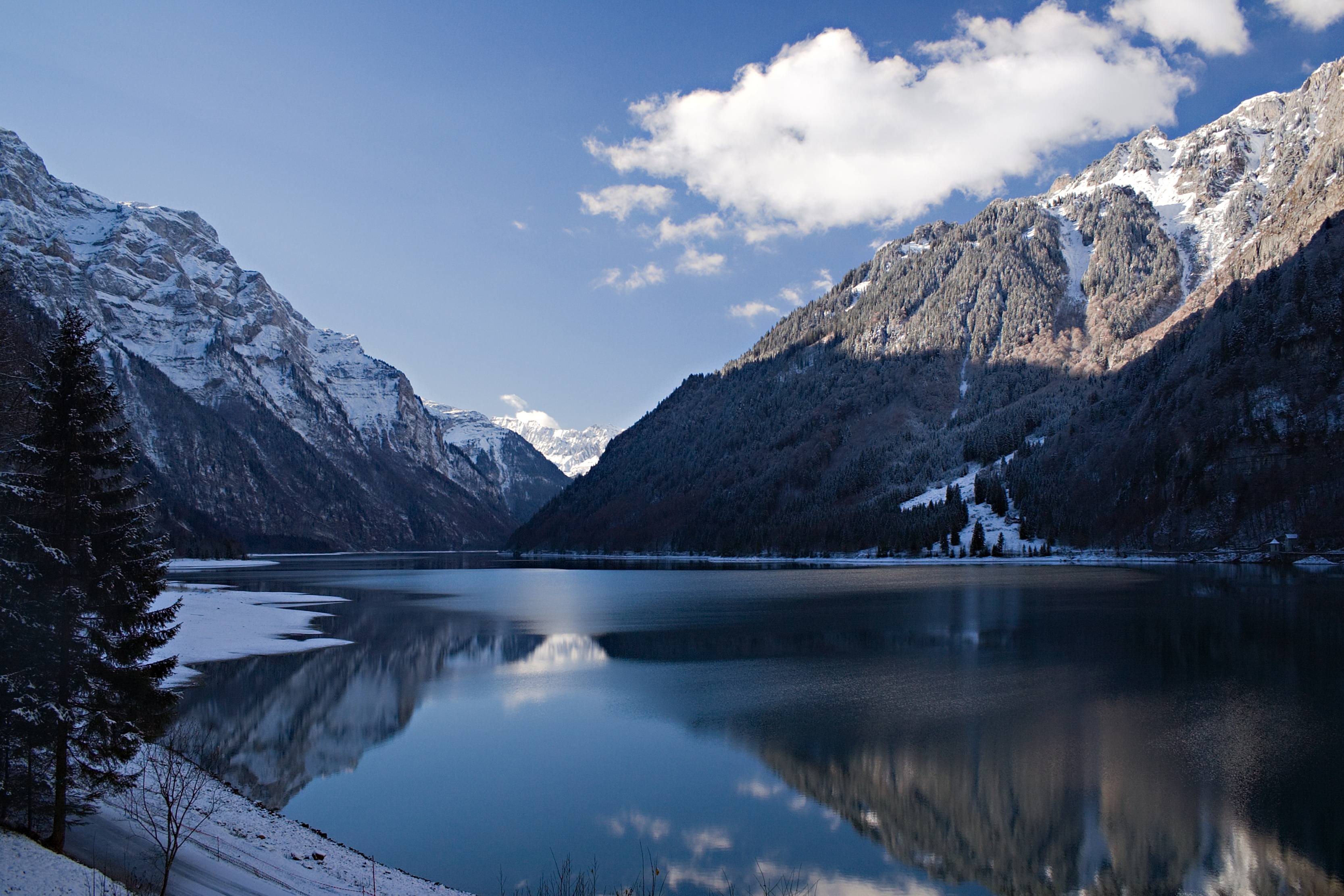
Озеро Клёнталерзее в Гларусе